# Steirerkäse

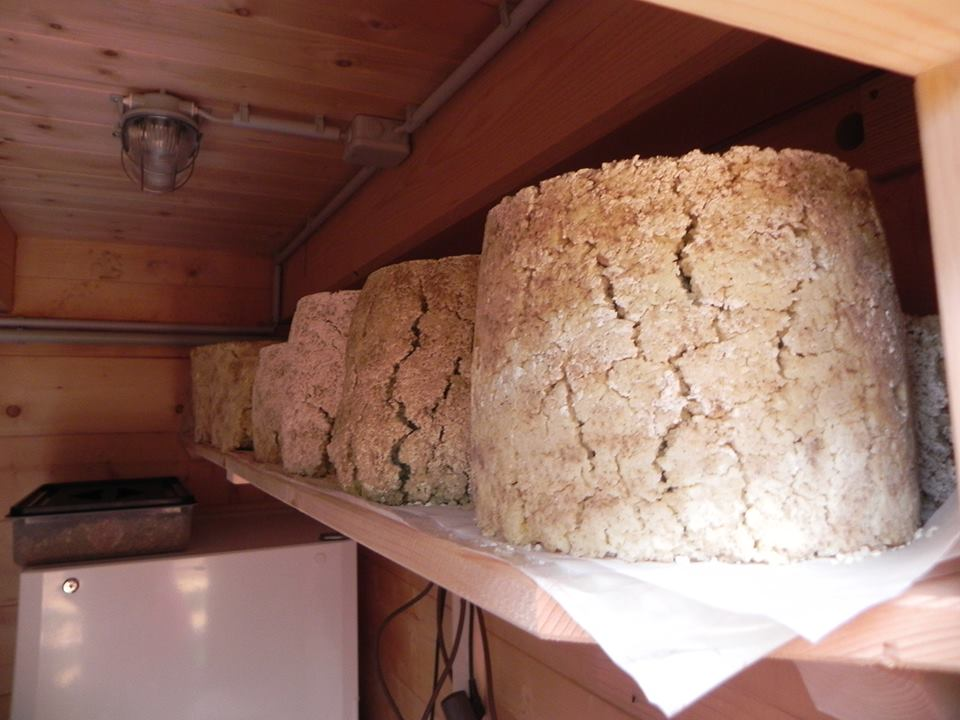
Ennstaler Steirerkäse

Der Steirerkäse (ugs. auch Steirerkas) ist ein Magerkäse und Sauermilchkäse aus dem österreichischen Bundesland Steiermark. Es wird zwischen verschiedenen regionalen Sorten unterschieden.
Die Sorten Murtaler und Ennstaler Steirerkäse sind im österreichischen Register der Traditionellen Lebensmittel eingetragen und Leitprodukte der beiden Genussregionen.

## Geschichte

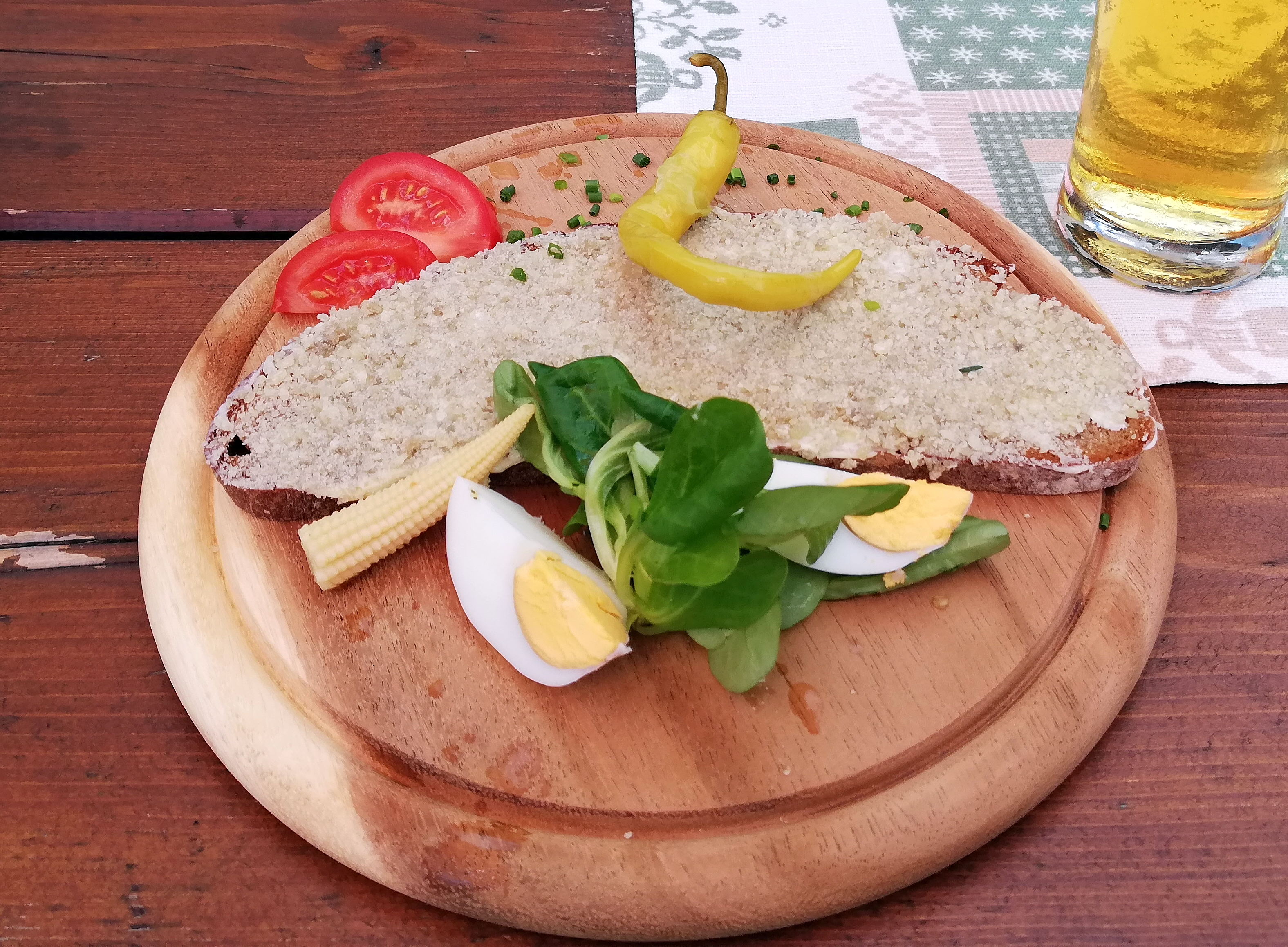
Garniertes Brot mit Ennstaler Steirerkas

Der Käse wird sicher spätestens seit dem Mittelalter produziert und ist bereits im 17. Jahrhundert als Grundnahrungsmittel für Knechte und Kumpel belegt. Er war ein typisches bäuerliches Eigenbedarfsprodukt.

## Herstellung
Der Murtaler Steirerkäse wird aus gereiftem Topfen hergestellt, dieser wird mit Salz und Milch versetzt, mit Kümmel und Pfeffer gewürzt und dann erhitzt, bis die Masse schmilzt (Kochkäse). Er ist schnittfest und wird in Stücken abgepackt.
Der Ennstaler Steirerkäse wird mit denselben Grundzutaten hergestellt, jedoch nicht geschmolzen: Er ist ein Mürbkäse, wird handgebröselt, gedarrt („geblaht“) und gestampft, ist von klumpig-bröseliger Konsistenz und marmoriertem Aussehen, und wird in Gläsern oder ähnlichen Behältern verpackt. Seit Mai 2021 ist der Ennstaler Steirerkas als Marke mit geschütztem Ursprung (g.U.) von der EU geschützt.

## Verwendung
Der Murtaler Steirerkäse bildet die Basis der Murtaler Steirerkäsesuppe.
Der Ennstaler Steirerkäse wird für die Ennstaler Kasnockn verwendet.